# Wolverine (Amtrak)
A Wolverine (magyarul: rozsomák) vasúti járat az Amerikai Egyesült Államokban. Az Amtrak üzemelteti 1971 óta.
A legutolsó pénzügyi évben összesen 501 124 (2019) utas utazott a járaton, naponta átlagosan 1373 (2019) utasa volt. Chicago (Illinois állam) és Pontiac (Michigan állam) között közlekedik, a 489 kilométert 16 megállással 6 óra 20 perc alatt teszi meg. A két város között napi három pár járat közlekedik.

## Képek

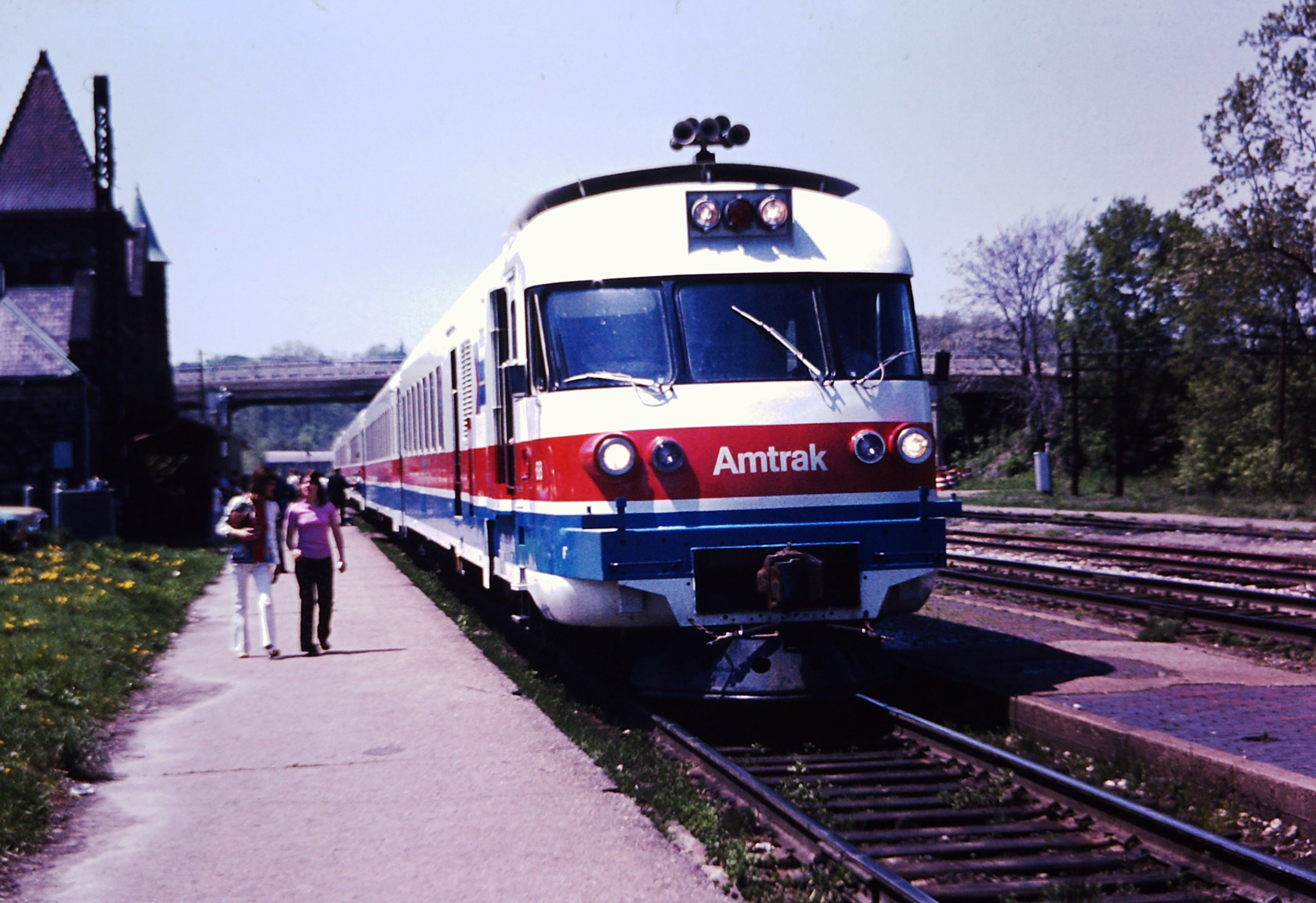
RTG Turboliner 1975-ben
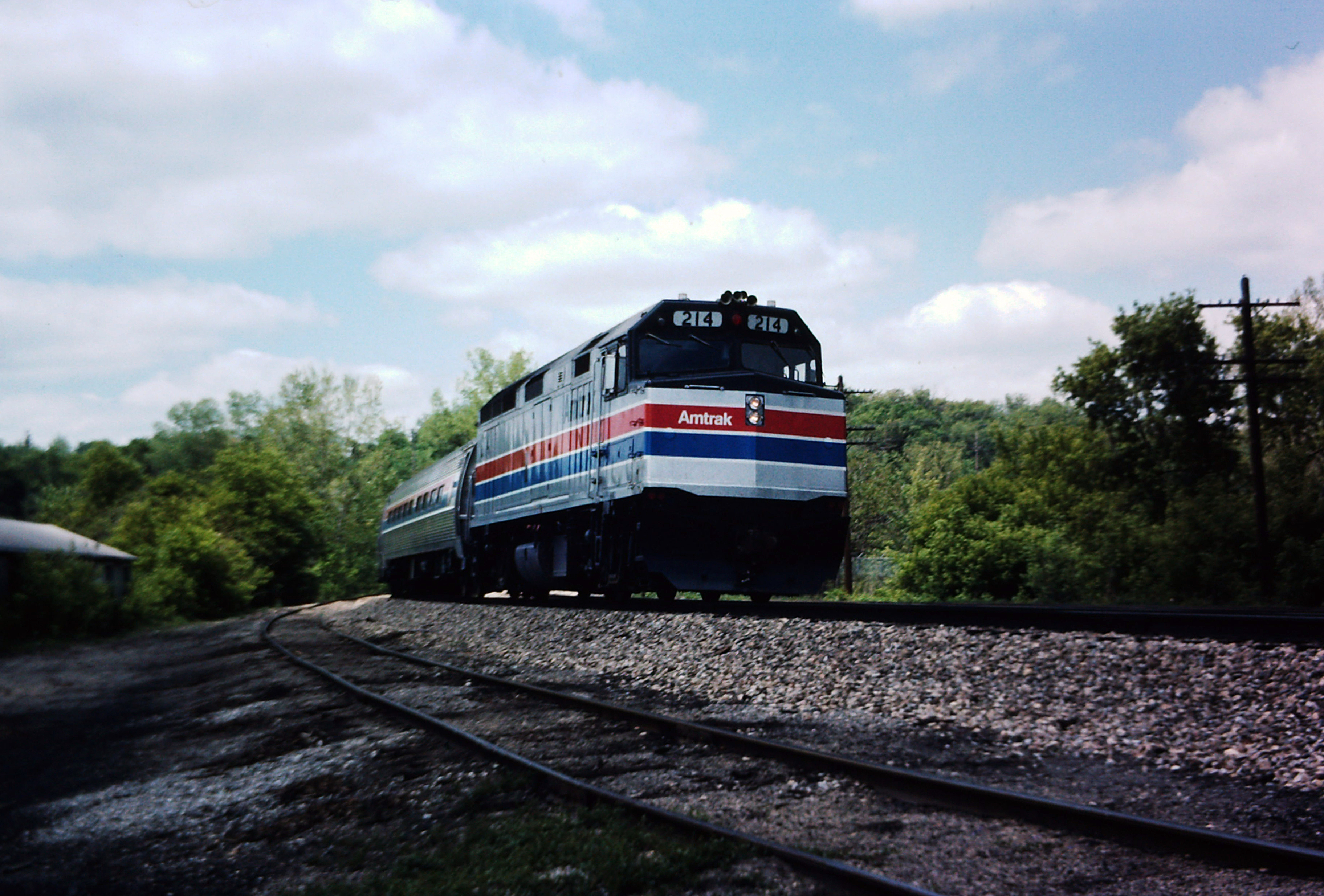
A Wolverine 1976-ban egy EMD F40PH sorozatú mozdonnyal
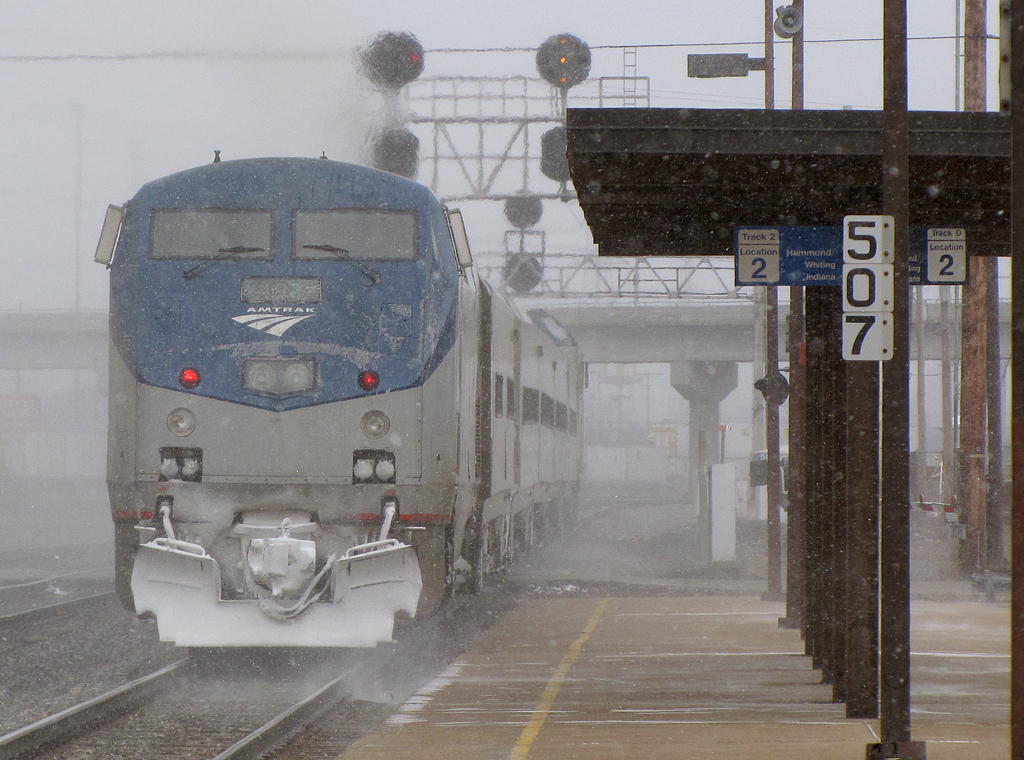
2008. február 29-én
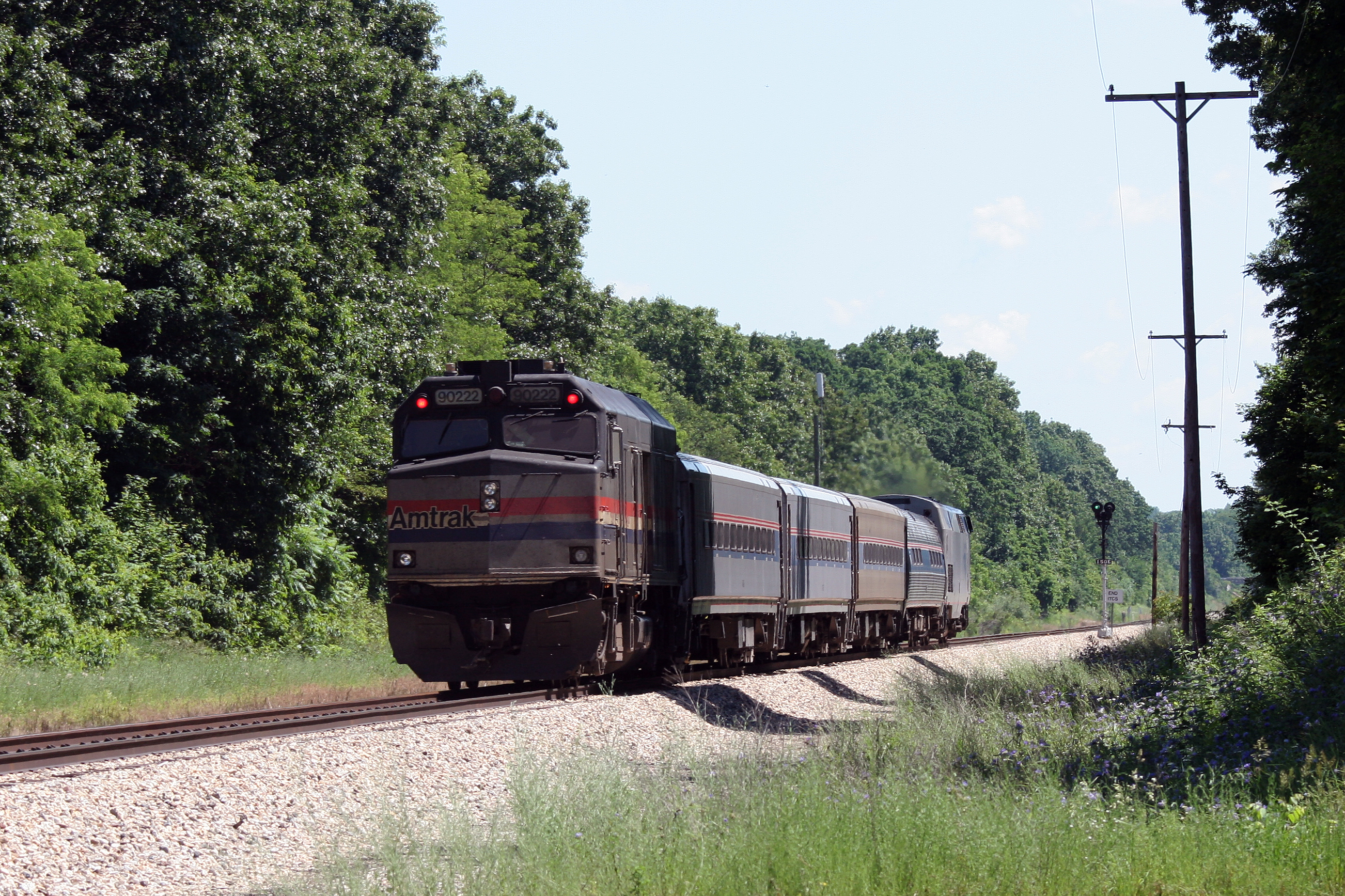
2009-ben
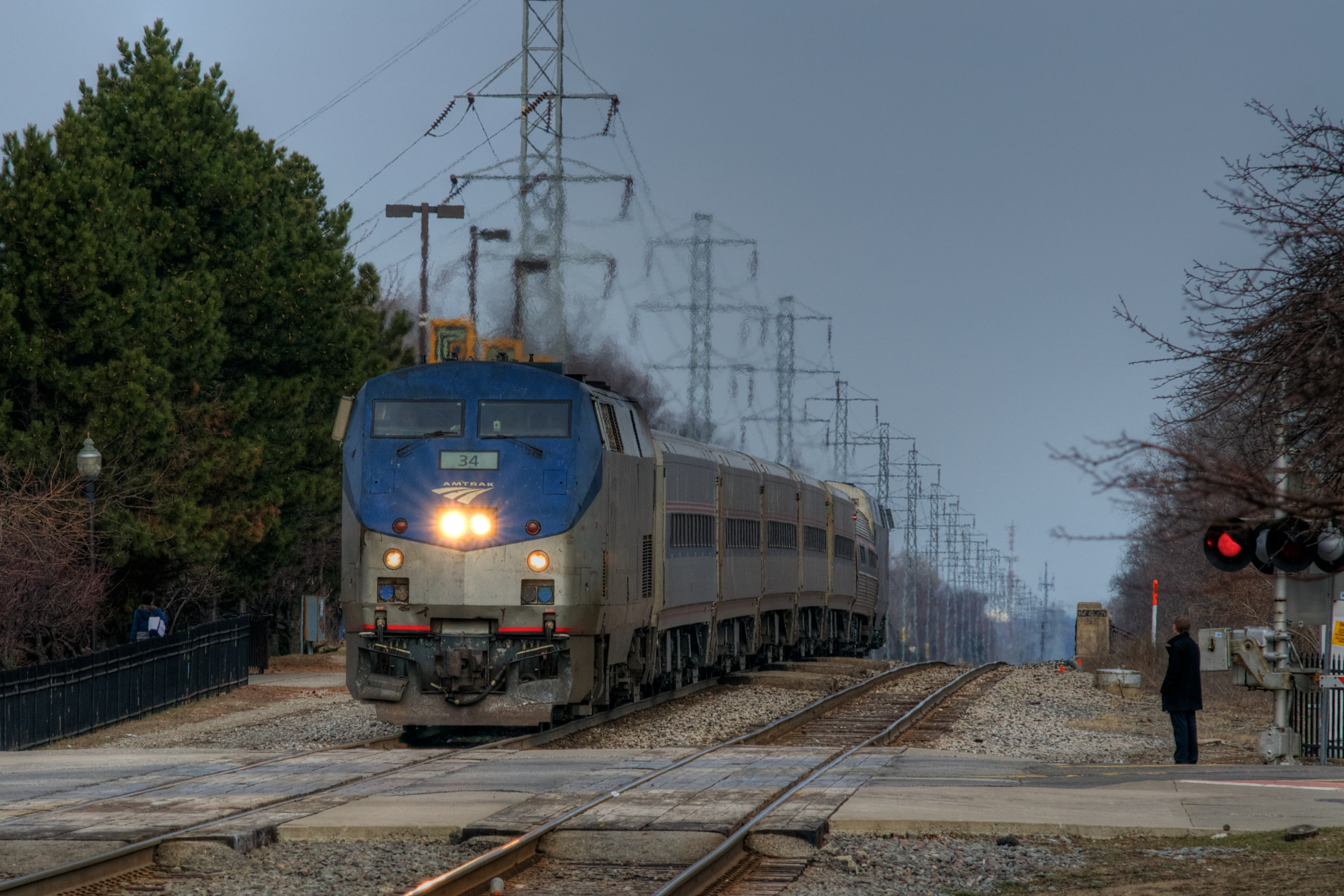
A Wolverine Royal Oak állomáson 2011-ben
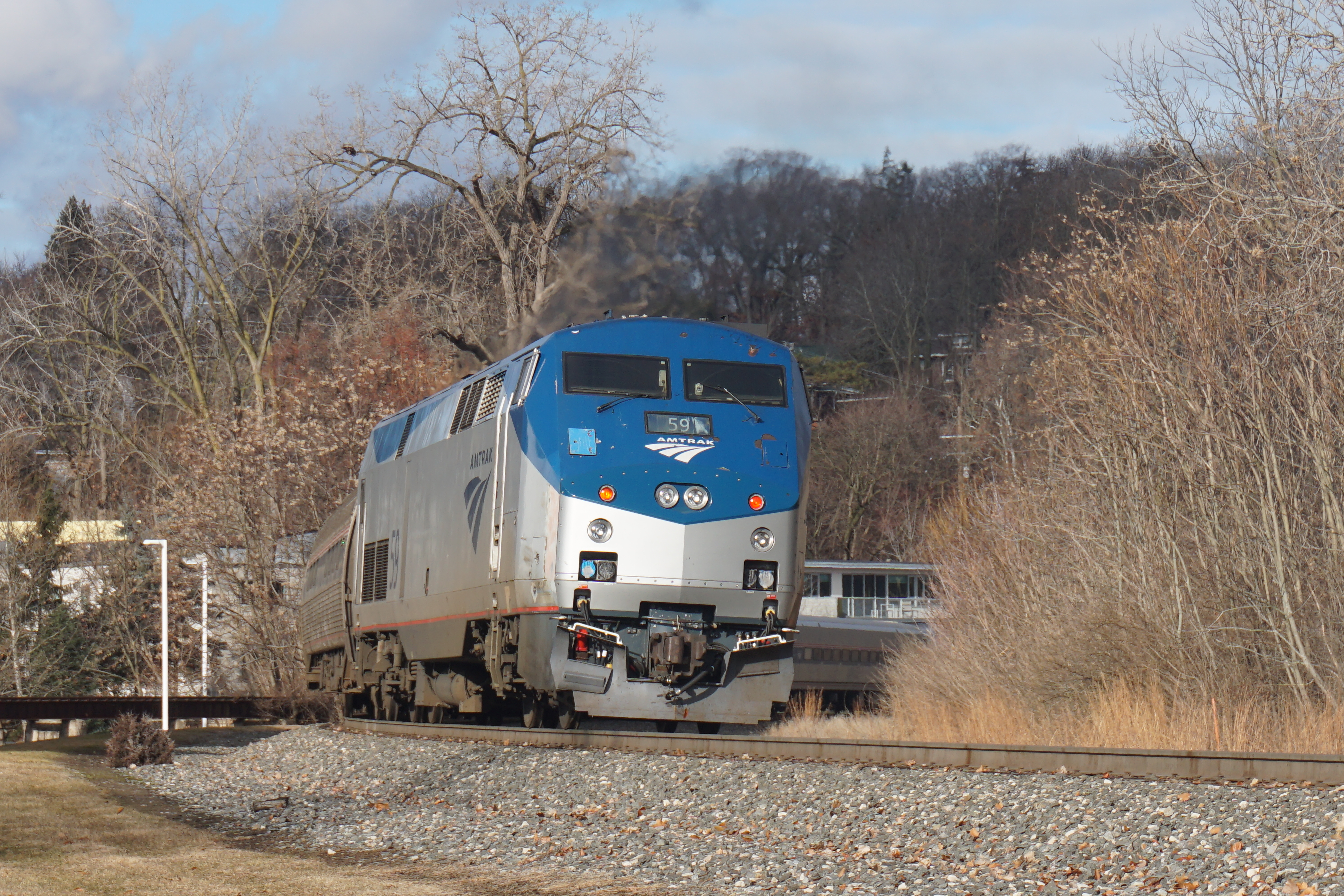
2019-ben